# راجالدسار
راجالدسار (به انگلیسی: Rajaldesar) یک منطقهٔ مسکونی در هند است که در بخش چورو واقع شده‌است. راجالدسار ۴۴٬۳۸۵ نفر جمعیت دارد و ۳۱۳ متر بالاتر از سطح دریا واقع شده‌است.